# Giovanni Labus
Giovanni Labus (Brescia, 10 aprile 1775 – Milano, 6 ottobre 1853) è stato un politico, archeologo ed epigrafista italiano.

## Biografia

Edifici con resti della basilica romana di Brescia, in corrispondenza della piazzetta intitolata proprio allo studioso

Nato a Brescia quando ancora la città era soggetta alla repubblica di Venezia, Giovanni Labus era figlio di Stefano, di origini dalmate, e della veneta Francesca Guerini. Con la prospettiva di intraprendere la carriera ecclesiastica, nel 1792 entrò nel seminario diocesano di Brescia ma decise di abbandonare i propri studi, pubblicando un volume di sue composizione, fatto che contribuì a renderlo noto al grande pubblico ed a farlo nominare segretario del governo provvisorio locale. Completò i propri studi laureandosi in legge a Bologna nel 1806.
Sempre nel 1797, divenne direttore con Giovanni Febrari del periodico La frusta democratica, di chiara ispirazione giacobina, con toni spesso spiccatamente anticlericali e persino violenti. Col Trattato di Campoformio del 17 ottobre 1797, la città di Brescia finì annessa alla Repubblica Cisalpina e come tale la sua attività di pubblicista rivoluzionario venne largamente ridimensionata, procurandogli in alcuni casi anche l'arresto.
Il 4 aprile 1799 decise di trasferirsi a Milano dove entrò negli uffici ministeriali della nuova repubblica, ma venne poco dopo costretto ad emigrare in Francia con il ritorno degli austriaci. Da Parigi passò a Bruxelles, Leida ed Amsterdam dove ebbe inizio la sua passione per le antichità. Dopo la Battaglia di Marengo poté fare ritorno a Milano dove cercò senza riuscirvi di ottenere le proprietà che a Brescia gli erano state sequestrate. Abbandonata ormai definitivamente l'attività giornalistica e rivoluzionaria, il 3 agosto 1800 venne nominato segretario del dipartimento del Mella per poi fare ritorno a Brescia poco dopo e sposarsi con Teresa Pellegrini, dalla quale ebbe poi undici figli. Nel 1802 venne rieletto alla carica di delegato del dipartimento del Mella a cui si aggiunse quello del Mincio e del Serio, divenendo dal 1804 anche segretario della prefettura dell'Adige. Il 12 giugno 1805 tornò a Brescia per accogliere Napoleone alla sua nomina a re d'Italia, dal quale venne riportato a Milano come capo della divisione dell'intendenza generale per i beni della Corona.
Abbandonati i fervori giovanili, questi anni rappresentarono per il Labus un intenso lavoro ed avvicinamento agli ambienti letterari neoclassici con la frequentazione di Vincenzo Monti, Leopoldo Cicognara ed Ugo Foscolo. Specializzatosi nella studio delle epigrafi, nel 1811 pubblicò la sua prima opera nel campo dal titolo Dissertazione sopra il cippo inedito di L. Magno Primione rinvenuto a Brescia nel 1807, dedicandosi poi anche allo studio degli antichi monumenti sepolcrali rinvenuti nella Basilica di Sant'Ambrogio a Milano. Durante la sua permanenza a Milano, curò anche l'edizione italiana dell'opera di Ennio Quirino Visconti, ottenendo da Vittorio Emanuele I di Savoia le insegne dell'ordine mauriziano.
Nel 1823 diede alle stampe uno studio sulla sua città natale dal titolo Intorno varj antichi monumenti scoperti in Brescia in cui ebbe fortuna nell'integrare frammenti epigrafici che vennero poi confermati da scoperte eseguite successivamente. Nell'ambito della storia della chiesa pubblicò (rinnegando il suo passato anticlericale) I fasti della chiesa nelle vite dei santi in ciascun giorno dell'anno, opera che fu lodata dai papi Leone XII, Pio VIII e Gregorio XVI. Quest'ultimo lo nominò cavaliere dell'Ordine di San Gregorio Magno.
Ottenne anche le lodi del cancelliere austriaco Metternich su pressione del quale venne nominato dall'imperatore Ferdinando I alla carica di "epigrafista aulico" il 30 maggio 1837. Sempre su commissione degli austriaci, dettò la nota epigrafe scolpita sull'Arco della Pace a Milano e quella per il monumento dedicato a Francesco I a Kynzvart, in Boemia.  
Nel 1838 fu tra i fondatori dell'Istituto lombardo, di cui fu poi vicesegretario nel 1840-41 e segretario dal 18 aprile 1842 al 1850. Per riconoscimento del lavoro svolto, nel 1838 venne decorato con le insegne dell'Ordine della Corona di Ferro dal governo austriaco e venne nominato rappresentante ufficiale della Repubblica di San Marino all'incoronazione dell'imperatore Ferdinando I a sovrano del Lombardo-Veneto tenutasi a Milano. Lo stesso Ferdinando I lo nominò membro dell'Accademia delle scienze di Vienna. In questi stessi anni affiancò lo storico e sacerdote milanese Carlo Annoni nella sua opera di ricerca e studio sul Complesso monumentale di Galliano.
Morì a Milano il 6 ottobre 1853 a causa di un ictus cerebrale. Sepolto al cimitero del Gentilino, i suoi resti furono traslati al Cimitero Monumentale di Milano il 10 ottobre 1875. Gli fu figlio Giovanni Antonio (1806-1857), noto scultore.